# Panettieri
Panettieri är en ort och kommun i provinsen Cosenza i regionen Kalabrien i Italien. Kommunen hade 327 invånare (2018).